# 荣耀9i
榮耀9i（英語：Honor 9i）是一款由华为生产的智能手机。它于2018年6月6日发布，支持第四代移动通信技术与北斗导航。